# Liberapay
Liberapay est une association à but non lucratif gérant un site web qui offre un système de donation hebdomadaire basé sur le financement participatif et créée en 2015 en France.

## Fonctionnement
Liberapay offre la possibilité de financer différents acteurs, :
- les Équipes sont des groupes d'utilisateurs travaillant sur un sujet spécifique ;
- Les Organisations, associations et entreprises ;
- Les Individus, personnes contribuant aux biens communs par le biais d'art, de connaissances, de logiciels, etc.

Liberapay offre aussi la possibilité de faire des promesses de don à des acteurs n'utilisant pas encore la plateforme.
Une limite de 100 euros de don hebdomadaire par acteur par personne est fixée afin d'éviter que certains acteurs ne dépendent que de quelques gros mécènes[source insuffisante]. Liberapay ne prélève aucun montant des dons, la plateforme étant elle-même financée par Liberapay, au même titre que les projets qu'elle héberge. Il existe cependant des frais de transaction liés aux intermédiaires financiers.
Le logiciel utilisé et développé par Liberapay est open source, sous licence Creative Commons  CC0 (proche du domaine public). Le code source Python est hébergé par GitHub et les traductions sont disponibles sur Weblate.